# バトルファンタジア
『バトルファンタジア』（BattleFantasia）は、アークシステムワークス開発・タイトー販売による2Dタイプの対戦型格闘ゲーム。

## 概要
従来の2D格闘ゲームのゲーム性を持ちつつ、3次元コンピュータグラフィックスで製作されている格闘ゲーム。ゲーム基板はTaito Type X2を使用している。開発リーダーは岩崎恵美子。
「剣と魔法の対戦格闘」というジャンルの通りヒロイックファンタジーを下地にした幻想的な世界観を持っており、RPGを意識した演出や設定が多く見られる。3D表現を用いながらもゲーム展開は2次元で行う手法、所謂「2.5次元」によるグラフィック表現は後にカプコンがリリースした『ストリートファイターIV』を始めとする格闘ゲーム作品に大きく影響を与え、海外での技術力の評価は高い。
本作の方向性およびゲームシステムは、同社の『GUILTY GEARシリーズ』のようなコンボ中心のゲームではなく、操作系統に関しては至ってシンプルにまとめられており、『ストリートファイターIII』のような立ち合い・読み合いを意識したものになっている。
しかし平均的な2D格闘ゲームの基板が20万円弱なのに比べ、基板のみで50万円という格闘ゲームとしては異例の価格のため市場に出回らず、読み合いを意識したタイトルなのに対戦環境が整わないという皮肉な結果になった。また稼動時期が闘劇のエントリーに間に合わなかったなど、Taito Type X2基板の普及を目指したタイトルとしては成功と言い難い結果に終わった。
2008年5月29日に、新たにストーリーモードとネットワーク対戦モードが実装されたコンシューマ移植版（Xbox 360・プレイステーション3）がアークシステムワークスよりリリースされた。なお、一部のキャラの声については、ストーリーモードでは異なる声優が担当している。
2008年4月23日にオリジナルサウンドトラックCDも発売されている。
2011年7月7日にNESiCAxLive対応のアーケード版が改めて稼働開始された。こちらは家庭用版でのバランス調整を元にしている。ストーリーモードは収録されていない。
2015年7月8日にSteamでWindows版『Battle Fantasia -Revised Edition-』が配信された。ゲームバランスはアーケード版最新バージョン（NESiCAxLive版）に準じており、過去の家庭用版の追加要素（ストーリーモード）なども全て収録され、ネットワーク対戦にも対応。また、購入者への無料DLCとしてオリジナルサウンドトラックの音声データも配信されている。配信当初は不具合がいくつか存在したが、2015年11月25日の「TK patch 1.01」アップデートで修正され改善されている。

## システム
1レバー+5ボタンで操作。大きな特徴として、攻撃を受け流す「ガチボタン」がある。これはガチマッチやガチドライブ、地上受け身を出すときにも使用する。
体力ゲージは“HP”として表示されている。HPの数値の差はキャラクターごとにかなりの幅があり、少ないキャラなら2000ほど、多いキャラなら6000にも及ぶが、各キャラクターごとに定められたHPの数値により受けるダメージ量が異なってくるため、ゲーム中では数値ほどの差は現れない。攻撃によって受けたダメージは、RPGのようにダメージ数値がエフェクトとして表示される。パワーゲージは“MPゲージ”として表現されている。
また、画面上部にあるキャラクターの顔の色の状態により、追撃できるかが分かる。また、3Dによるグラフィックである事を生かし、対戦時キャラクターの組み合わせによって投げ技の仕方が変わるようになっている。
ガチマッチ
ガチボタンを押す事で、キャラクターごとに固有モーションを取り、モーション中に相手の攻撃を受けたとき、その攻撃を受け流す事ができる。空中でも使用可能。空振りしてしまった場合は大きな隙をさらけ出してしまう。なお、成功時にMPゲージを多く増やす事が出来る。
ガチドライブ
攻撃を受ける際に前+ガチボタンで攻撃を受け流しつつ反撃する。ヒット時は相手が吹っ飛ぶ。上段・中段用と下段用の二種類があり、ヒット時の吹っ飛び方や追撃の幅が変わってくる。ガチマッチ同様、ガードされてしまった時は隙が大きいため、使うタイミングが重要。
ヒートアップ
ゲージを一本使用することにより、一定時間キャラごとに設定された個性的なパワーアップが出来る。ダウンすると効果が切れるほか、ダメージを受けると効果時間が減る。『ヴァンパイア セイヴァー』の「ダークフォース」に近いシステム。
ちなみに、本作の最終ボスに対しては、ヒートアップを使用しないとほとんどダメージを与えられない。
ディレイ
対応した技のみ、ボタンを長めに押すことで発動時間を任意に遅らせる事が出来る。ガチマッチに対するフェイントとして使える。なお、遅らせた時間の分だけ技の威力が上がる。また、最大まで遅らせるとガード不能になる技もある。

## 世界観
舞台は、4人の英雄によって闇の魔の手から開放された一つの大陸で、大まかに「魔法王国」と「蒸気帝国」の二つに分かれている。

## 登場キャラクター

### プレイヤーキャラクター
ウルス［Urs］
声：安西英美
世界を救った四英雄の一人である「白銀の騎士ダイナ」の息子で、フルネームはウルス・ヴァン・デ・ランド。マルコを弟にもつ。蒸気帝国の技術を用いた「バシリスク」を武器としている。
クラスは「闘士（ウォリアー）」。HPは3650。
マルコ［Marco］
声：岩崎恵美子、今野宏美（ストーリーモード）
ダイナの息子で、フルネームはマルコ・ヴァン・デ・ランド。主人公ウルスを兄にもつ。父の剣「ダイナソード」を持ち、ちびドラゴン「チャーシュー」と共に旅をしている。
クラスは「戦士（ファイター）」。HPは2680。
オリヴィア［Olivia］
声：大河内雅子
薔薇の小国「ローゼリア」の王女で、フルネームはオリヴィア・フォン・ローゼリア。四英雄の一人を母にもつ。
クラスは「プリンセス」。HPは3200。
アシュレー［Ashley］
声：三浦祥朗
フルネームはアシュレー・ラブレス。元ローゼリア王族近衛兵にして、プリンセスの影の守護者。
クラスは「元ロイヤルガード」。HPは3470。
セドリック［Cedric］
声：阪口大助
フルネームはセドリック・ワード。王立僧侶学校に在籍するエリート学生。
クラスは「王立神学校学生（アコライト）」。HPは2830。
ワトソン［Watson］
声：三輪勝恵
フルネームはワトソン・リヴィングストン。四英雄の一人。魔法王国の王立天文台長にして、世界の流れを見定める「預言者」。
クラスは「王位天文台長（マスターウィザード）」。HPは2190。
こより［Coyori］
声：庄司宇芽香
「スメラミクニ」に点在する冒険者の店「小寄亭」の看板娘を務める猫女。和装をしており長い足袋・巻が高い草履を着用している。
クラスは「看板娘（キャットウーマン）」。HPは3150。
フリード［Freed］
声：石渡太輔、山本圭一郎（ストーリーモード）
フルネームはフリード・ヴェレス。飛行艇を操り空を翔る空賊の長。
クラスは「キャプテン」。HPは4100。
フェイス［Face］
声：藤本たかひろ
本名は不明。恋人の仇を追い求める二丁拳銃使い。
クラスは「復讐のガンマン（ガンスリンガー）」。HPは4440。
ドンバルブ［Donvalve］
声：龍田直樹
フルネームはドンバルブ・ド・ドン。四英雄の一人。今はなきドワーフ帝国の王。
クラスは「ドワーフ王国元王様（フォーマーキング）」。HPは6580。
デスブリンガー［DeathBringer］
声：今村直樹
「黒き前兆」と噂される暗黒の騎士。「終焉をもたらす者」を捜し求めている。なお元は人間だったらしく、ダイナの成れの果てではないかとも言われる。
クラスは「闇の眷属（ダークミニオン）」。HPは5500。

### 隠しキャラクター
2007年6月の下旬に、後述のオディール&ドクロッドと隠しカラーの選択が解禁となった。
オディール&ドクロッド［Odile & Dokurod］
声：大河内雅子（オディール）、家弓拓郎（ドクロッド）、根本幸多（ストーリーモード）
オリヴィアによく似た姿の魔人形のオディールと彼女が持つ闇の杓杖ドクロッド。オディールは自我を持っておらず、ドクロッドの命令のまま動いている。技名はバレエに由来する。
クラスはデスブリンガーと同様「闇の眷属（ダークミニオン）」。HPは3100。

### CPUキャラクター
ジ・エンド オブ デスブリンガー［The End of DeathBringer］
声：今村直樹
最終ボス。

## 備考
キャラクターに関しては、雑誌媒体で裏設定が多く公開されている。詳細は外部リンクを参照。